# 長尾根バイパス
長尾根バイパス（ながおねバイパス）は、埼玉県秩父市内を通る予定の国道140号のバイパス道路である。西関東連絡道路（地域高規格道路）の一部を構成する道路である。

## 概要
国道140号現道の秩父市街地での混雑緩和ならびに秩父市街 - 小鹿野町間の所要時間短縮を目的として整備される路線。現在、秩父市街-小鹿野町間は、長尾根丘陵（秩父ミューズパークが設置されている）に阻まれており、同丘陵を大きく迂回する必要がある。本バイパスでは、長尾根丘陵を貫通するトンネルを掘削する形で建設される。
2022年度（令和4年度）に事業化された。起点の秩父市大字蒔田の上蒔田交差点では皆野秩父バイパスに、終点の秩父市大字寺尾では埼玉県道72号秩父荒川線に接続する予定。
上蒔田交差点 - 秩父市大字田村間は皆野秩父バイパス同様に自動車専用道路として整備されるが、秩父市大字田村 - 秩父市大字寺尾間のトンネル区間は秩父市 - 小鹿野町間の連絡道路を兼ねていることから国道299号とのアクセス道路と併せて歩道が併設される予定となっている。
このバイパスの開通により、皆野寄居バイパス皆野大塚IC - 秩父市街地間は30分から10分に、小鹿野町中心市街地 - 秩父市街地間は25分から15分にそれぞれ所要時間が短縮される予定となっている。秩父市街地へは埼玉県道208号秩父停車場秩父公園線（秩父公園橋）または秩父市道幹線51号（佐久良橋）を利用して向かうことになる。
秩父市大字寺尾から先、大滝トンネル（事業中）までの区間の整備方針は2022年時点では未定である。なお、接続する埼玉県道72号秩父荒川線は秩父市立久那小学校付近まで完全2車線で整備されており、秩父市街地を迂回した上で、埼玉県道209号小鹿野影森停車場線（巴川橋）経由で秩父鉄道影森駅付近または秩父市道幹線12号（久那橋）経由で秩父鉄道浦山口駅付近で国道140号現道と合流することができる。

### 長尾根バイパスの元となったかつての計画・構想
西関東連絡道路 秩父小鹿野バイパス（計画）
当初計画されていた皆野秩父バイパスの延長区間のバイパス道路。国道299号現道を改良しつつ、小鹿野町長留に至る予定であった。その先については埼玉県道43号皆野荒川線を改良する構想であったが、皆野荒川線ルートの費用対効果が小さいことが見込まれていた。
長尾根トンネル（構想）
埼玉県道208号秩父停車場秩父公園線を延長した上でトンネルを建設して国道299号に接続する構想。秩父市 - 小鹿野町間は国道299号が大きく北に迂回しており、所要時間が大きいことから、小鹿野町を始めとして短絡を目的として長年要望されていた。しかし、単独整備では国の個別補助事業の採択要件に合致しない問題があった。
いずれも単独事業化が厳しいと判断されていたが、西関東連絡道路における上蒔田から小鹿野町を通過して秩父市大滝に接続するという当初のルートを変更し、上蒔田から県道72号荒川秩父線に接続するバイパスとトンネルの整備という形で事業化が実現した。また、小鹿野町ー秩父市街地のアクセス改善のため、秩父市田村地内において国道299号からの接続道路の整備が予定されている。このルート変更及びトンネル事業化については、地元の基幹道路建設促進議員連盟の会長を務める埼玉県議会の新井豪議員の意向が反映された。

## 路線データ
- 起点：埼玉県秩父市大字蒔田（上蒔田交差点）
- 終点：埼玉県秩父市大字寺尾
- 延長：3.8 km
- 道路幅員：8.0m（一般部）、10.0m（トンネル部）
- 車線数：2車線
- 車線幅員：3.25m（車道）、2.5m（歩道・トンネル部）

## インターチェンジ
- 全区間埼玉県秩父市内に所在。
- IC番号欄の背景色が■である部分については道路が供用済みの区間を示している。また、施設名欄の背景色が■である部分は施設が供用されていない、または完成していないことを示す。未開通区間の名称は仮称。

| IC 番号                                        | 施設名                 | 接続路線名                                                       | 起点から （km）        | 備考                   |
| 皆野秩父バイパスに接続                         | 皆野秩父バイパスに接続 | 皆野秩父バイパスに接続                                           | 皆野秩父バイパスに接続 | 皆野秩父バイパスに接続 |
| ---------------------------------------------- | ---------------------- | ---------------------------------------------------------------- | ---------------------- | ---------------------- |
|                                                | 上蒔田交差点           | 国道299号                                                        | 0.0                    | 事業中                 |
|                                                | 秩父市大字田村         | 国道299号（アクセス道路経由）                                    |                        | 事業中                 |
|                                                | 秩父市大字寺尾         | 埼玉県道72号秩父荒川線 埼玉県道208号秩父停車場秩父公園線（間接） | 3.8                    | 事業中                 |
| 埼玉県道72号秩父荒川線（荒川・大滝方面）に接続 |                        |                                                                  |                        |                        |

## 接続するバイパスの位置関係
（熊谷方面）国道140号バイパス - 皆野寄居バイパス - 皆野秩父バイパス - 長尾根バイパス - 大滝トンネル - 雁坂トンネル有料道路 - 甲府山梨道路（甲府方面）